# Calyptronema longicauda
Calyptronema longicauda är en rundmaskart. Calyptronema longicauda ingår i släktet Calyptronema, och familjen Enchelidiidae. Arten är reproducerande i Sverige.